# Antoni Niemczak
Antoni Niemczak (* 17. November 1955) ist ein ehemaliger polnischer Marathonläufer.
1982 wurde er polnischer Meister im 20-km-Straßenlauf, 1984 über 5000 m und 1984 sowie 1985 über 10.000 m.
1984 gewann er den Frühlingsmarathon Wien. Im Jahr darauf kam er beim IAAF-Weltcup-Marathon auf den 27. Platz. 1986 wurde er als Gesamtsieger beim Dębno-Marathon polnischer Meister und wurde Achter bei den Leichtathletik-Europameisterschaften in Stuttgart. Im Herbst erreichte er beim New-York-City-Marathon als Zweiter das Ziel, wurde aber disqualifiziert, nachdem man in seiner Dopingprobe Nandrolon nachwies, und für zwei Jahre gesperrt. Antoni Niemczak beteuerte seine Unschuld und erklärte, sein Zahnarzt habe ihm nach einer Operation die Substanz ohne sein Wissen zur besseren Heilung verabreicht, was dieser in einem Brief an die New Yorker Rennleitung bestätigte. Während diese geneigt war, Niemczak zu glauben, verwies sein Konkurrent John Treacy darauf, dass dieser bei einem zwei Wochen später ausgetragenen 10-km-Straßenlauf, den er in 28:15 min zurücklegte, erstaunlich gut regeneriert gewesen sei, was der erwünschte Effekt bei einem Doping mit anabolen Steroiden sei.
1989 wurde er jeweils Zweiter beim Twin Cities Marathon und beim Columbus-Marathon. 1990 wurde er Zweiter beim Los-Angeles-Marathon, siegte beim San-Francisco-Marathon und stellte als Zweiter beim Chicago-Marathon mit 2:09:41 h einen polnischen Rekord auf, der 13 Jahre Bestand haben sollte.
1991 erreichte er bei den Leichtathletik-Weltmeisterschaften in Tokio nicht das Ziel und wurde Zwölfter beim Berlin-Marathon, 1992 wurde er Dritter beim Beppu-Ōita-Marathon und Fünfter in New York, 1993 Fünfter beim Tokyo International Men’s Marathon und 1994 Dritter beim Belgrad-Marathon.
Beim Tokyo International Men’s Marathon 1995 lief er auf dem zweiten Platz ein, wurde aber disqualifiziert und für drei Monate gesperrt, nachdem er positiv auf Ephedrin getestet wurde.

## Persönliche Bestzeiten
- 5000 m: 13:41,16 min, 24. Juni 1984, Lublin
- 10.000 m: 28:21,40 min, 23. April 1989, Walnut
- Halbmarathon: 1:04:25 h, 1. August 1990, Danzig
- Marathon: 2:09:41 h, 28. Oktober 1990, Chicago